# 杀手之王 (1998年电影)
《杀手之王》是1998年董玮執導的一部香港喜劇動作片，李连杰、曾志伟、任达华和梁咏琪主演，該片是李连杰進軍好萊塢之前的最後一部港產片，他在本片中罕有以粵語原聲演出。

## 剧情
日本侵華戰爭期間，有位老人梁伯在戰時家破人亡，為了報復仇人塚本家族，以一箱軍票做為籌金，聘請全世界一流的殺手暗殺，於是殺手之王——「熾天使」在此時出現。熾天使是近年來竄起的殺手，他從來不濫殺無辜與收費，而被他殺害的人幾乎都是該死的惡徒。
塚本會社的社長塚本先生擔心有天會遭殺手暗殺而亡，在生前投入一億美金設立復仇基金帳戶，一旦自己遭到暗殺身亡，復仇基金便會馬上運作，查出並消滅主使人與殺手，即可獲得這一億美金的獎勵。有天，熾天使闖入塚本會社總部大廈，突破重重防衛系統，塚本先生在臨終前警告熾天使，但最終仍然被殺。此刻，復仇基金隨之啟動，熾天使開始遭到全世界殺手的追殺，許多殺手都透過經紀人報名參加復仇基金，如此龐大的一筆基金，連帶吸引了塚本先生的孫子英二也前來角逐。而來自大陸的年輕人小富為了改善家人的生活也報名參加，他的身手被假冒殺手經紀人的混混岳魯看上。
岳魯後來告知小富自己的真實身份與前來的原因是來調查熾天使的真實身份，貪圖一億美金則是其次，他前陣子因缺錢想詐騙他人時發現對方正是梁伯，岳魯不忍心詐騙一名老人於是將匯款方式給了梁伯並敷衍了對方，但幾天後塚本先生被殺後有一筆資金匯到岳魯的帳戶，受到無妄之災的岳魯原本想找梁伯證明自己不是熾天使，但是找到梁伯後沒多久對方卻過世。而這消息同時也被各路殺手（包含塚本英二在內）得知，都誤以為岳魯是熾天使，岳魯被各路殺手追殺時小富替岳魯解決不少殺手。
岳魯與律師女兒琪琪因自己混混的身份的關係長期不合，琪琪也不大敢跟外人說明自己父親是混混的事實，同時琪琪也對忠厚老實的小富有好感。在岳魯被追殺期間與小富冒險參加女兒朋友David父親的壽宴，並毫不忌諱的表明自己是混混的身份，順勢告誡因尷尬的琪琪越是常騙人等到被揭穿反而越會被瞧不起。而小富也注意到警察阿軍在現場保護琪琪，小富從對話得知阿軍是熾天使。
小富為了證明岳魯的清白於是兩人來到塚本大樓，小富擔心拿不到錢於是假裝槍殺岳魯，試探出不論誰殺了熾天使，資金全部都會被英二獨吞的事實。正當兩人被塚本一夥追殺時，阿軍突然到來到並協助兩人，眾人解決英二一夥人後正要離開時，基金會經理馬丁持槍制止眾人，然後突然提出一個讓英二背鍋的方案，眾人讓馬丁處理一切後便離去。馬丁最後將眾人的一億元的分紅拿去投資賺了一筆，眾人過了自己想要的新生活，琪琪也從律師轉職當岳魯與小富的經紀人，而阿軍則讓小富繼承熾天使的身份。

## 演員表
| 演員          | 角色     | 備註                                               |
| 李連杰        | 阿富     | 大陸來港謀生的殺手                                 |
| 曾志偉        | 岳魯     | 三流小混混，阿富的殺手業務經理人                   |
| 任達華        | 阿軍     | 調查熾天使案件的警官，實為熾天使本人               |
| 梁詠琪        | 琪琪     | 岳魯女兒                                           |
| 何寶生        | David    | 律師，追求琪琪                                     |
| 葉廣儉        | Martin   | 善終基金會經理                                     |
| 吳志雄        |          | 黑社會大佬，兒子被阿富所救                         |
| 程東          | 阿狗     |                                                    |
| 佐滕佳次      | 塚本英二 | 塚本孫子                                           |
| Paul Rapovski |          | 塚本英二手下                                       |
| 左明健        | 佐佐木   | 原塚本手下，後追隨塚本英二                         |
| 佐原健二      | 塚本     | 日本巨富，年青曾參加日本皇軍駐守香港，屠殺梁伯家人 |
| 雷達          | 梁伯     | 軍票聘請殺手報仇的老伯                             |
| 黃子鴻        |          | 追到岳魯家之殺手                                   |
| 梁盛熊        |          | 阿狗手下                                           |
| 秦貴寶        |          | 阿狗手下                                           |
| 黃凱森        |          | 阿狗手下，後遭警擊斃                               |
| 林迪安        |          | 塚本中心保安                                       |
| 陳少華        |          | 塚本英二手下                                       |
| 朱祖權        |          |                                                    |
| 何永祥        |          | 塚本英二手下                                       |
| 譚偉民        |          |                                                    |
| 凌志雄        |          | 塚本英二手下                                       |
| 李達超        |          |                                                    |
| 黃偉亮        |          | 塚本英二手下                                       |
| 林富偉        |          | 茶餐廳客人                                         |
| 黃劍斌        |          |                                                    |
| 羅樹琪        | 劉叔     | David父親友人                                      |
| 譚天寶        |          | 賣場收銀員                                         |
| 何子滿        |          |                                                    |
| 謝偉賢        |          |                                                    |
| 陳志雄        |          | 善終基金參加者                                     |
| 占占士        |          |                                                    |
| Ernest Mauser |          | 善終基金會委員小組                                 |
| 張旭燊        |          | 於兒童樂園之警察                                   |
| 葉彩南        |          |                                                    |
| 凌志華        |          |                                                    |
| 黃偉輝        |          |                                                    |
| 羅偉佳        |          | 塚本英二手下                                       |
| 馮偉倫        |          |                                                    |
| 劉子明        | Bill     | 警察，阿軍手下                                     |
| 王肇強        |          | 善終基金會成員                                     |
| 黃志榮        |          | 警察                                               |
| 李宇寧        |          | 警察，阿軍上司                                     |
| 許偉強        |          | 警察，阿軍手下                                     |
| 鄧榮燊        |          | David父親友人                                      |
| 鄧超友        |          |                                                    |
| 黃志偉        |          |                                                    |
| 蔡國平        |          |                                                    |
| 梁嘉熊        |          | 塚本英二手下                                       |
| 吳育樞        |          |                                                    |
| 尼爾蘭德      |          | 善終基金會委員小組                                 |
| 周藝明        |          | 梁伯友人                                           |
| 車劍暉        |          | 追到岳魯家之殺手                                   |
| 黃海耀        |          |                                                    |

## 奖项
- 第18届香港电影金像奖最佳动作设计奖提名：董玮
- 第35届金马奖最佳动作设计奖提名：董玮

## 外部連結
- 開眼電影網上《殺手之王》的資料（繁體中文）
- 香港影庫上《殺手之王》的資料（繁體中文）
- 时光网上《殺手之王》的資料（简体中文）
- 豆瓣电影上《殺手之王》的資料 （简体中文）
- 爛番茄上《殺手之王》的資料（英文）
- AllMovie上《殺手之王》的资料（英文）
- 互联网电影数据库（IMDb）上《殺手之王》的资料（英文）